# Klara Apotekar
Klara Apotekar (* 2. August 1997) ist eine slowenische Judoka. Sie siegte 2019 bei den Europameisterschaften.

## Sportliche Karriere
Klara Apotekar kämpft seit 2012 im Halbschwergewicht, der Gewichtsklasse bis 78 Kilogramm. 2016, 2017 und 2019 war sie slowenische Meisterin in dieser Gewichtsklasse. 2014, 2015 und 2018 war sie Zweite, 2012 und 2013 erreichte sie den dritten Platz.
2014 erreichte Klara Apotekar das Finale bei den U23-Europameisterschaften und erhielt die Silbermedaille hinter der Deutschen Maike Ziech. 2015 belegte sie den zweiten Platz bei den U21-Weltmeisterschaften hinter der Kroatin Brigita Matić-Ljuba. Drei Wochen später erhielt sie die Goldmedaille bei den U23-Europameisterschaften, nachdem sie im Halbfinale Maike Ziech und im Finale Brigita Matić-Ljuba besiegt hatte. 2017 belegte sie den fünften Platz bei den Europameisterschaften in Warschau. Im September 2017 siegte sie bei den Junioren-Europameisterschaften in Maribor.
2018 schied sie bei den Europameisterschaften in Tel Aviv in ihrem ersten Kampf gegen Loriana Kuka aus dem Kosovo aus. Bei den Weltmeisterschaften in Baku belegte sie den siebten Platz. Im Januar 2019 gewann sie den Grand Prix in Tel Aviv. Bei den im Rahmen der Europaspiele 2019 in Minsk ausgetragenen Europameisterschaften bezwang sie im Viertelfinale die Britin Natalie Powell, im Halbfinale die Deutsche Luise Malzahn und im Finale die Niederländerin Guusje Steenhuis. Zwei Monate später bei den Weltmeisterschaften in Tokio besiegte sie im Viertelfinale die Chinesin Ma Zhenzhao. Danach unterlag sie im Halbfinale der Japanerin Shori Hamada und im Kampf um Bronze Loriana Kuka. Im Oktober 2019 siegte Klara Apotekar bei den Militärweltspielen in Wuhan und beim Grand Slam in Abu Dhabi.